# 20e armée de la Garde
Pour les articles homonymes, voir 20e armée.
La 20e armée de la Garde est une grande unité de l'Armée de terre soviétique qui a tenu garnison en République démocratique allemande.
En 1991-1992, la 20e armée combinée de la Garde et du Drapeau rouge (en russe 20-я гвардейская Краснознамённая армия ; en abrégé 20 гв. ОА) devient une des armées russes et est rapatriée sur le territoire de la fédération de Russie. Stationnée près de la frontière ukrainienne dans le district militaire ouest, elle est engagée dans l'invasion de l'Ukraine en 2022.

## Armée soviétique
La 20e armée de la Garde a été créée en 1960 par modification et renommage de l'ancienne 4e armée mécanisée de la Garde, qui tenait garnison en République démocratique allemande depuis 1947 au sein du Groupement des forces armées soviétiques en Allemagne.
Elle a participé à l'intervention soviétique en Tchécoslovaquie de 1968 (l'« opération Danube »).

## Armée russe
En décembre 1991, la CEI remplace l'URSS (accord de Minsk le 8 ; accords d'Alma-Ata le 21 ; dissolution de l'Union le 25 décembre). Les Forces armées soviétiques deviennent les « Forces armées conjointes de la CEI », avant d'être partagées à partir de 1992 entre les différents nouveaux États souverains en fonction de leur lieu de garnison. Les Forces armées de la fédération de Russie sont créées le 7 mai 1992, puis le commandement commun de la CEI est dissous en juin 1993. La 20e armée soviétique devient donc la 20e armée russe, avec des effectifs qui se réduisent rapidement.
L'évacuation des forces anciennement soviétiques se fait progressivement, comme prévu par le traité de Moscou : la 20e armée de la Garde est envoyée dans le district militaire de Moscou, avec son état-major à Voronej, la 35e division de fusiliers motorisés (qui était à Potsdam, dans l'ancienne Heeres-Reitschule de Krampnitz) s'installe à Tchebarkoul (dans l'oblast de Tcheliabinsk) avant d'être dissoute en 1992, ce qui reste de la 90e division de tanks de la Garde (à Bernau bei Berlin) se retrouve à Chernorechye (dans l'oblast de Samara), la 6e brigade de fusiliers motorisés de la Garde (à Berlin-Karlshorst) déménage à Koursk, tandis que les 25e division de tanks (qui était à Vogelsang (Zehdenick) et 32e division de tanks de la Garde (à Jüterbog) sont dissoutes dès 1989.
En 1994, les réductions d'effectif entraînent le renommage de l'armée en 20e corps d'armée de la Garde. Elle redevient une armée combinée en 1998, avec son état-major basée à Moulino, dans l'oblast de Nijni Novgorod.
À partir de septembre 2014, la 53e brigade antiaérienne de la 20e armée est identifiée comme l'unité ayant tiré le missile Buk M1 qui a détruit le vol Malaysia Airlines 17 le 17 juillet 2014, faisant 298 morts.
Courant 2015, l'état-major revient à Voronej, plus près de la frontière ukrainienne (une réorganisation provoquée par la guerre du Donbass), tandis que la 20e armée perd ses unités proches de Moscou qui sont transférées sous un autre commandement. Les forces terrestres russes sont alors réorganisées, le district militaire ouest comprend désormais trois armées russes : la 6e armée autour de Saint-Pétersbourg, la 1re armée de chars de la Garde autour de Moscou et la 20e armée tout au sud, couvrant la région du Centre-Tchernozem.

### Composition

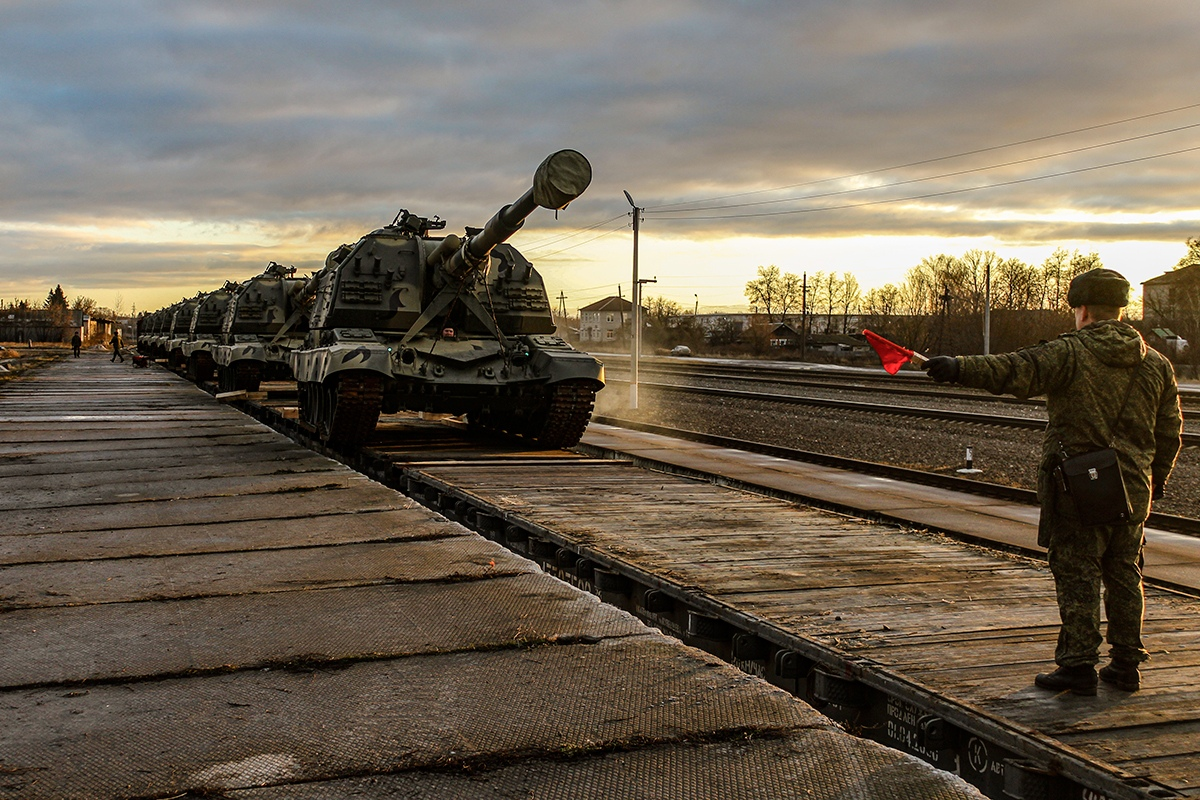
Colonne d'obusiers automoteurs 2S19 Msta (le nouveau modèle 2С19М1 «Мста-СМ1») du d'artillerie débarquant d'un train en janvier 2020.

En 2018, la 20e armée de la Garde est composée des unités suivantes :
- 9e brigade de commandement de la Garde Lvovsko-Berlinskaïa, à Voronej ;
- 3e division de fusiliers motorisés Vislenskaïa, à Bogoutchar ;
  - 752e régiment de fusiliers motorisés Petrokovskii, à Valouïki ;
  - 252e régiment de fusiliers motorisés de la Garde, à Bogoutchar ;
  - 237e régiment de chars, à Valouïki ;
  - 99e régiment d'artillerie automotrice de la Garde, à Bogoutchar ;
  - 1143e régiment de missiles antiaériens, dans l'oblast de Belgorod ;
  - 84e bataillon de reconnaissance, à Valouïki ;
  - 337e bataillon du génie, à Bogoutchar ;
  - 692e bataillon de transmissions, à Valouïki ;
  - 911e bataillon de soutien logistique, à Bogoutchar ;
- 144e division de fusiliers motorisés, à Ielnia ;
  - 488e régiment de fusiliers motorisés de la Garde Simferopolski, à Klintsy ;
  - 182e régiment de fusiliers motorisés, à Klintsy ;
  - 228e régiment de chars, à Ielnia ;
  - 856e régiment d'artillerie automotrice de la Garde, à Potchep ;
  - 1259e régiment de missiles antiaériens ;
  - 1281e bataillon antichar, à Ielnia ;
  - 148e bataillon de reconnaissance, à Smolensk ;
  - 686e bataillon de transmissions, à Smolensk ;
  - 295e bataillon de soutien logistique, à Ielnia ;
- 236e brigade d'artillerie de la Garde, à Kolomna ;
- 448e brigade de missiles (armée avec 12 Iskander-M), à Koursk ;
- 53e brigade de missiles antiaériens, à Koursk[4] ;
- 16e régiment du génie, à Bogoutchar ;
- 24e bataillon de guerre électronique, à Voronej ;
- 152e brigade de soutien logistique, à Liski dans l'oblast de Voronej.

### Commandants
- mars 1944 à août 1947 : Dmitri Leliouchenko.

...
- Août 2002 à novembre 2004 : Aleksandr Postnikov
- 2008 : Sergueï Sourovikine
- 2012 à 2014 : Alexandre Lapine
- 2014 à 2015 : Alexandre Tchaïko
- 2018 à 2022 : lieutenant-général Andreï Sergueïevitch Ivanaïev
- décembre 2022 à mai 2024 : Soukhrab Akhmedov[5]
- depuis mai 2024 : Oleg Mitiaïev

### Invasion de l'Ukraine
Dans le contexte de la crise russo-ukrainienne de 2021, l'intégralité de la 20e armée de la Garde fait partie des forces menaçant l'Ukraine. Les analystes estiment que ses unités forment de sept à huit groupes tactiques de bataillon (BTG), déployés au sud de Voronej.
L'unité est engagée lors de l'invasion de l'Ukraine par la Russie depuis 2022. En février-mars 2022, les unités opérationnelles de la 20e armée de la Garde attaquent le long de la frontière russo-ukrainienne, dans la partie nord de l'oblast de Louhansk. À la mi-mars, la 3e division est localisée à Bilokourakyne et face à Sievierodonetsk, tandis que la 144e division est à Balaklia et Izioum (menaçant le sud-est de Kharkiv, ainsi que plus au sud Barvinkove). Après la prise d'Izioum par les troupes russes à la fin mars, d'autres unités y sont envoyées : début avril, d'une part c'est la 1re armée de tanks qui se déploie à l'ouest de la ville ; d'autre part trois BTG de la 3e division sont échelonnés à l'est d'Izioum ; enfin un BTG de la 144e division est devant Petchenihy (à l'est de Kharkiv).
Le 6 septembre, cinq brigades ukrainiennes attaquent le front tenu par les unités de la 144e division russe à l'est de Kharkiv. L'offensive ukrainienne perce le front, permettant la reprise le 8 de Balaklia, puis le 10 de Koupiansk, bordant ainsi la rive de l'Oskil. Des unités de la 20e armée et ce qui reste de celles de la 4e division de tanks de la Garde perdent la bataille de Svatove en octobre 2022.
En juin 2023, Soukhrab Akhmedov est promu major général et reçoit le commandement de la 20e armée combinée. Le 14 juin pendant la bataille de la ligne Svatove-Kreminna, alors qu'une importante garnison russe de la 20e armée attend près de deux heures l'arrivée d'Akmedov pour un discours derrière la ligne de front dans l'oblast de Louhansk, le rassemblement est attaqué par des frappes provenant d'un M142 HIMARS ukrainien. Des rapports provenant de sources ukrainiennes et russes indiquent que cent soldats sont tués et cent autres blessés,,. Ce nouvel événement lui vaut de nombreuses critiques de la part de blogueurs militaires russes, appelant notamment à ce que les commandants responsables soient abattus devant leur formation pour de tels échecs.